# Вымпел (футбольный клуб, Королёв)
«Вы́мпел» — советский и российский футбольный клуб из Королёва Московской области (до июля 1996 — Калининград, до 1938 — пос. Калининский). Основан в 1928 году наряду с другим королёвским клубом, «Металлистом». В чемпионатах СССР на уровне команд мастеров играл в 1947—1949, 1953—1955, 1961—1963, 1968 и 1969 годах. В 1953—1954 годах представлял Москву. В первенстве России выступал в соревнованиях КФК/ЛФЛ/ЛФК (где в 2010 году также играл и «Металлист»). Чемпион КФК РСФСР 1952 года.
В клубе начинали свою карьеру Юрий Войнов и Андрей Тихонов.

## История названий
- до 1946, 1948 — «Зенит»
- 1947, 1949—1952 — завод им. Калинина
- 1953—1954 — «Зенит» Москва
- 1955—1960 — команда г. Калининграда
- 1961 — «Труд»
- 1962—1997, 1999, с 2008 — «Вымпел»
- 1998 — «Вымпел-Масани»
- 2000—2001, 2004—2006 — «Королев»

## Достижения
- 1946 — группа III, Центральная зона — победитель
- 1949 — группа II, зона IV РСФСР — победитель
- 1951 — КФК, Центральная зона — победитель
- 1952 — КФК РСФСР, Подмосковная зона — победитель
- 1952 — КФК РСФСР — Финал — победитель
- 1953 — класс Б — победитель финала за 10-12 места
- 1954 — класс Б, II подгруппа — победитель
- 1998 — КФК, Подмосковье, группа Б — победитель